# Pardubice II
Pardubice II jsou jedním z osmi městských obvodů města Pardubice. Velkou část tvoří panelová sídliště z 60. - 90. let.
Za dominantu Pardubic II lze považovat věžový bytový dům, který byl původně plánován jako hotel. Tento věžový dům se nachází v části Polabiny, na sídlišti Polabiny 3, v ulici Bělehradská, č.p. 379.

## Části
Do obvodu spadají tyto části města:
- Cihelna
- Polabiny
- Rosice (část)

## Obyvatelstvo
| 1869 | 1880 | 1890 | 1900 | 1910 | 1921 | 1930 | 1950 | 1961 | 1970 | 1980   | 1991   | 2001   | 2011   | 2021   |
| ---- | ---- | ---- | ---- | ---- | ---- | ---- | ---- | ---- | ---- | ------ | ------ | ------ | ------ | ------ |
| 179  | 199  | 208  | 253  | 280  | 317  | 334  | 276  | 310  | 295  | 21 188 | 19 722 | 20 564 | 19 349 | 18 064 |